# Київські відомості
«Киевские ведомости» (укр. Київські відомості) — всеукраїнська загальнополітична російськомовна газета, яка видавалася у Києві з 1992 по 2010 рік.
Газета виходила 6 разів на тиждень (з понеділка по суботу). Тираж в 2007 році: понеділок — 148 тисяч, п'ятниця — 162 тисяч, вівторок, середа, четвер, субота — 130 тисяч. Наклад у 2004 році: понеділок — 148000 (передплата — 34,8 %), вівторок, середа, четвер — 130000, п'ятниця — 162000 (передплата — 30,8 %). Редакція випускає також україномовний варіант «Київські відомості» (тижневик, виходить по п'ятницях), наклад у 2004 році — 32500 (передплата 26,9 %).
Географія поширення газети «Київські відомості» в регіонах: 1) Східна Україна (Луганськ, Донецьк, Харків, Суми) — 10,2 %, 2) центральні області (Полтава, Дніпро, Кропивницький, Запоріжжя) — 16,4 %, 3) південні регіони (Крим, Херсон, Миколаїв, Одеса, Севастополь) — 12 %, 4) Західна Україна (Ужгород, Львів, Луцьк, Чернівці, Рівне, Івано-Франківськ, Хмельницький) — 10,7 %, 5) північні регіони (Житомир, Київ, Чернігів) — 50,7 %.
Щоденні розділи: Новини, Політика, Суспільство, Право і безправ'я, Ділові відомості, Культура, Спорт. Щотижневі розділи: Здоров'я (середа), Світське життя (п'ятниця), Літературний ринг, Клуб С. П. Голохвастова (субота).
У 1995 році було запущено FM-радіо «Київські відомості».

Як відзначав генеральний директор «Київських відомостей»: 
|  | «Співробітництво як авторів з нашою газетою допомогло кар'єрному зльоту таких відомих державних діячів як Дмитро Табачник і Володимир Литвин. «Київські відомості» першими підняли ідею конституційного договору між парламентом і президентом, який ліг в основу діючої нині конституції». Видання першим в Україні створило приватну систему розповсюдження газет і журналів, відкрило свою друкарню з кольоровим друком". |

Головні редактори:
- Сергій Кічігін, засновник газети та її головний редактор у 1993—1996 роках
- Олександр Швець, головний редактор у 1992—1993 роках
- Євген Якунов, головний редактор у 1995—1999 роках
- Віктор Чайка, шеф-редактор у 1996—1998 роках
- Георгій Кузьмін, шеф-редактор з 1999 року
- Олег Медведєв, головний редактор у 1999—2000 роках
- Микола Закревський, в. о. головного редактора з 2000 року.

20 липня 2010 вийшов останній номер газети.